# Episodi di Un caso per due (ventiseiesima stagione)
La ventiseiesima stagione della serie televisiva tedesca Un caso per due, composta da 10 episodi, è andata in onda in Germania sul canale ZDF a partire dal 6 gennaio 2006.
| nº | Titolo originale        | Titolo italiano          | Prima TV Germania | Prima TV Italia |
| -- | ----------------------- | ------------------------ | ----------------- | --------------- |
| 1  | Großmarktfehde          | Delitto al mercato       | 6 gennaio 2006    |                 |
| 2  | Perfekter Irrtum        | Un amico nei guai        |                   |                 |
| 3  | Doppelpass              | Le gemelle               |                   |                 |
| 4  | Der Tod und das Mädchen | Quartetto d archi        |                   |                 |
| 5  | Rollentausch            | Traffico d'armi          |                   |                 |
| 6  | Blutige Liebesgrüße     |                          |                   |                 |
| 7  | Todesangst              | Protezione del testimone |                   |                 |
| 8  | Der verlorene Sohn      | Ditta di famiglia        |                   |                 |
| 9  | Ein eiskaltes Geschäft  | Funerale con sorpresa    |                   |                 |
| 10 | Ewige Freundschaft      | Sesso, droga e poesie    |                   |                 |